# Franck Badiou
Franck William Badiou (ur. 24 marca 1967 w Vitry-sur-Seine) – francuski strzelec sportowy. Srebrny medalista olimpijski z Barcelony.
Specjalizował się w strzelaniu karabinowym. Brał udział w czterech igrzyskach (IO 88, IO 92, IO 96, IO 00). W 1992 zdobył srebrny medal w karabinie pneumatycznym (10 m). W tej konkurencji był złotym medalistą mistrzostw Europy w 1993 i srebrnym w 1989 (jako junior zdobył srebro w 1987).